# Jean-François Henrion-Bertier
Pour les articles homonymes, voir Henrion et Bertier.
François Jean Achille Henrion-Bertier dit Jean-François Henrion-Bertier, (né à Nancy le 4 avril 1817, mort à Neuilly-sur-Seine le 3 mars 1901), est un officier général français, maire de Neuilly-sur-Seine de 1888 à 1901.

## Biographie
François Jean Achille Henrion-Bertier naît le 4 avril 1817 à Nancy. Il entre à l'École spéciale militaire de Saint-Cyr en 1837 et en sort sous-lieutenant en 1840. Promu lieutenant en 1844, il devient capitaine en 1848 et chef de bataillon en 1856 et participe aux campagnes d'Italie, de Crimée et d'Afrique.
Durant la guerre franco-prussienne de 1870, il est colonel du 70e régiment d'infanterie de ligne et est blessé lors de la bataille de Gravelotte. Il est nommé général de brigade en 1874.
En 1879, il prend sa retraite et s'installe à Neuilly-sur-Seine. Il devient conseiller municipal en 1885, puis est élu maire en 1888. Plusieurs fois réélu, il meurt à Neuilly le 3 mars 1901.
Il était commandeur de la Légion d'honneur (décret du 22 mars 1872).